# U.S. News美国大学排行榜

《美国新闻与世界报道》2022年"最佳大学排名"杂志封面

美国新闻与世界报道最佳大学排名（英语：U.S. News & World Report Best Colleges Ranking）是美国新闻与世界报道每年发布的高等院校排行榜，由美国新闻与世界报道于1983年首次发布。
最佳大学排名长期引发争议，并遭到多位教育专家的谴责。批评者指出其依赖院校自行提交（有时存在造假）的数据，助长院校为提高排名而进行的策略性操作，通过可疑数据推导精确序数制造虚假精确性假象，过度强调声望加剧申请焦虑，且忽视个体适配性——将使命迥异的院校置于同一标准比较。
2022年，哥伦比亚大学因数学教授迈克尔·撒迪厄斯揭露数据造假，排名从第二位骤降至第18位。其余"国家级大学"排名未重新编号。

## 排名方法
2023年，美国新闻与世界报道对近1,500所高校进行排名。
2023年版国家级大学排名采用以下指标：
"成果指标"（52%）：
- - 毕业率与保留率（21%）：六年内毕业率（16%），新生保留率（5%）
  - 毕业率表现（10%）：2014届学生实际六年毕业率与预测值对比
  - 社会流动性（11%）：佩尔助学金获得者毕业率（6%），第一代大学生毕业表现（5%）
  - 毕业生负债（5%）：联邦贷款借款者平均债务
  - 毕业生收入潜力（5%）：毕业四年后收入超过高中毕业生比例

"师资力量"（11%）：
- - 教师薪资（6%）
  - 师生比（3%）
  - 全职教师比例（2%）

"专家评价"（20%）：校长、教务长和招生主任对同类院校的学术质量评分（1-5分）
"财政资源"（8%）：生均教学、科研及学生服务支出
"学生选拔"（5%）：录取学生标准化考试成绩及高中班级排名
"教师研究"（4%）：教师论文被引量
排名分为四类：国家级大学、文理学院、地区性大学和地区性学院，后两者再细分为北部、南部、中西部和西部区域。
2014年《高等教育研究》期刊通过建模量化排名中的"噪声"：中游院校需投入大量定向资源才可能进入前20，且±4名的波动应视为统计误差。

## 影响力
2014年排名发布日，usnews.com获得260万独立访客和1890万页面浏览量。

研究显示排名显著影响申请趋势：
2010年密歇根大学研究：排名对顶尖10%学生的申请选择有持续影响，且促使院校声誉评价趋同
2011年研究：排名每提升1位，申请量增加0.9%
多所大学公开将特定排名作为发展目标：
克莱姆森大学2001年制定"进入公立大学前20"计划，通过缩减班级规模等方式提升排名
亚利桑那州立大学2007年将校长薪酬与排名提升挂钩
贝尔蒙特大学2010年将"进入前五"列入战略规划

### 争议
1990年代起，美国多所院校发起抵制运动：
里德学院1995年率先停止提交数据
阿尔玛学院、斯坦福大学、圣约翰学院相继批评排名体系
2000年国家民意研究中心指出权重设置"缺乏实证基础"
2003年《纽约时报》揭露：1999年方法论调整曾使加州理工学院短暂登顶，次年即被修改
2007年安纳波利斯集团年会达成共识：80所成员院校将不再参与声誉调查（占25%权重），并合作开发替代数据库。 美国新闻编辑回应称声誉调查能衡量"统计数据无法捕捉的无形价值"。
2007年莎拉劳伦斯学院校长指出：不提交SAT成绩的院校会被自动赋予低于同类院校200分的虚拟分数。
教育专家凯文·凯里批评排名本质是"声望、财富和排他性"的循环论证，忽视核心教育质量。
2011年《赫芬顿邮报》文章斥责排名是"伪科学工具"，通过固化阶级差异加剧教育不平等。
2022年美国教育部长米格尔·卡多纳称此类排名是"笑话"，批评其助长"对选拔性的病态迷恋"。
2022年起，一些著名法学院集体退出排名：
耶鲁法学院（长期榜首）首倡抵制，称其"严重阻碍法律行业进步"。哈佛法学院、加州大学伯克利分校法学院等十余所院校相继加入。2023年排名中耶鲁仍居首位
2023年一些医学院抵制：
哈佛医学院、斯坦福医学院等五所院校停止合作。2023年6月哥伦比亚大学本科项目退出，此前其因数据造假从第2位跌至18位。2023年排名公式调整引发更大争议，美国教育委员会主席称其"再次证明排名从来不是质量的可靠指标"。

## 延伸阅读
- Diver, Colin S. . 巴尔的摩: 约翰斯·霍普金斯大学出版社. 2022  [7 May 2022]. ISBN 9781421443058. OCLC 1246674491.